# 板橋克己
板橋 克己（いたばし かつみ）は、日本のメカニックデザイナー。東京都板橋区出身。

## 来歴・人物
小学3年生くらいの頃から絵を描くことに夢中になり、高校3年生になったら俄然漫画に興味を持ち始め、ちょうどその頃に松本零士の作品を漫画雑誌で見て「何かすごく感じるものがあった」と思い、それ以来松本のファンで、高校3年生の時に松本宛に「ぜひ教えていただきたい」内容の手紙を送り、その後「作品を持って遊びに来なさい」という返事をもらい、その後アシスタントに採用される。それから2年ほどアシスタントを務めていたが、将来が不安になって漫画家としてやっていく自信が無くなり、心機一転サラリーマンに転身することにし、元々メカや電子工学の世界が好きなことから電機部品の製造会社に就職。そこに入って5年目くらいの時に突然、「今度映画（『銀河鉄道999』の映画版）を作ることになったから手伝ってくれないか」と松本から直接電話があり、しかしそれでもすぐ会社を辞めるわけにもいかなかったので、まずは会社が終わった後の時間を使って手伝いに行き、その後松本の勧めにより、会社を退職して本格的にアニメ界入りした。
その後も主に松本の漫画や映像化作品でのメカを多く手がける。デザインには直線を主に好んで使用している。

## 参加作品

### テレビアニメ
- 宇宙戦艦ヤマト2（1978年）
- 宇宙戦艦ヤマト 新たなる旅立ち（1979年）
- 宇宙戦艦ヤマトIII（1980年）
- マリンスノーの伝説（1980年）
- 新竹取物語 1000年女王（1981年）
- わが青春のアルカディア 無限軌道SSX（1982年）
- 特装機兵ドルバック（1983年）
- マイティ・オーボッツ（1984年）
- コスモウォーリアー零（2001年）
- 銀河鉄道物語（2003年）
- 宇宙交響詩メーテル 銀河鉄道999外伝（2004年）

### 劇場アニメ
- 銀河鉄道999 (The Galaxy Express 999)（1979年）
- ヤマトよ永遠に（1980年）
- さよなら銀河鉄道999 アンドロメダ終着駅（1981年）
- 1000年女王（1982年）
- わが青春のアルカディア（1982年）
- 宇宙戦艦ヤマト 完結編（1983年）
- オーディーン 光子帆船スターライト（1985年）

### OVA
- クイーン・エメラルダス（1998年）
- 火聖旅団 ダナサイト999.9（1998年）
- メーテルレジェンド（2000年）

### ゲーム
- コスモウォーリアー零（2000年）

### その他
- 防衛省広報誌『MAMOR』（扶桑社）
  - 「技本リポート」（2007年-2014年） - イラストを提供
  - 「宇宙防衛大作戦」2020年3月号 - 自衛隊の未来の部隊「宇宙作戦隊」の活躍を描く13ページの漫画を担当